# Елгинско плато
Елгинското плато (на руски: Эльгинское плоскогорье) е плато, в Североизточна Азия, в източната част на Якутия, Русия.
Разположено е в средната част на Яно-Оймяконската планинска земя в басейните на реките Елги (ляв приток на Индигирка) и Делиня (дясен приток на Томпо, десен приток на Алдан). Над заравнените междуречия, изградени от пясъчници и алевролити, се издигат куполовидни върхове с максимална височина връх Туойдах 1593 m (64°40′50″ с. ш. 138°07′41″ и. д. / 64.680556° с. ш. 138.128056° и. д.). От платото водят началото си реките Елги с притоците си Тойдак, Гонг, Аяба и др., Делиня с притоците си Кумун, Сингями, Нолучу и др., десните притоци на Томпо – Агилки, Уесе-Сах и др. Долните части на склоновете му са заети от кедров клек, а нагоре следва камениста лишейна тундра. В ниските части на долините има малки и редки лиственични и тополови гори.